# Петринзел (Салаж)
Петринзел (рум. Petrinzel) насеље је у Румунији у округу Салаж у општини Алмашу. Oпштина се налази на надморској висини од 369 m.

## Становништво
Према подацима из 2002. године у насељу је живело 165 становника.

### Попис2002.
| Расподела становништва по националности 2002.‍ | Расподела становништва по националности 2002.‍ | Расподела становништва по националности 2002.‍ | Расподела становништва по националности 2002.‍ | Расподела становништва по националности 2002.‍ |
| --------------------------------------------- | --------------------------------------------- | --------------------------------------------- | --------------------------------------------- | --------------------------------------------- |
|                                               |                                               |                                               |                                               |                                               |
| Румуни                                        | Румуни                                        |                                               | 19                                            | 11,5%                                         |
| Мађари                                        | Мађари                                        |                                               | 139                                           | 84,2%                                         |
| Роми                                          | Роми                                          |                                               | 7                                             | 4,2%                                          |